# Laxey Association Football Club
Il Laxey Association Football Club è una società calcistica di Laxey, Isola di Man. Milita nella Premier League, la massima divisione del campionato nazionale.

## Storia
Fondato nel 1910, ha vinto il campionato nazionale nella stagione 2006-07.

## Palmarès

### Prima Squadra

#### Campionato
- Division One champions (1): 2006-07
  - 2° class. (2): 1953, 2004-05
- Second league champions (3): 1929, 1930, 1931
  - 2° class. (2): 1949, 1950
- Division Two champions (5): 1956, 1964, 1970, 1995, 1999 
  - 2° class. (2): 1975, 1982

#### Coppe
- Manx FA Cup (1): 2005-06
  - Finalista (2): 1964-65, 2004-05
- Hospital Cup (4): 1955-56, 2003-04, 2005-06, 2006-07
  - Finalista 31): 1972-73, 1999-00, 2000-01
- Woods Cup (Finalista) (4): 1960-61, 1968-69, 1981-82, 1993-94
- Paul Henry Gold Cup (1): 1998-99
- Charity Shield (2): 2005-06, 2006-07
  - Finalista (3): 1973, 2000, 2001
- Railway Cup (3): 1929-30, 2003-04, 2005-06
  - Finalista (6): 1933-34, 1934-35, 1936-37, 1949-50, 1958-59, 2006-07
- Miners Cup (3): 1994, 1998, 1999
- Percy Callister Cup (3): 1998, 1999, 2000

### Squadra riserve

#### Campionato
- Combination One (2): 2004-05, 2005-06
  - 2° class. (2): 2002, 2006
- Combination Two runners-up (1): 1995

#### Coppe
- Junior Cup (7): 1931-32, 1949-50, 1960-61, 1963-64, 2002-03, 2004-05, 2005-06
  - Finalista (3): 1962-63, 1977-8, 2003-04